# Who's Nailin' Paylin?
Who's Nailin' Paylin? is een Amerikaanse satirische pornofilm, die uitgebracht werd op 4 november 2008.

## De film
In de film wordt de voormalige Amerikaanse vicepresidentskandidaat Sarah Palin op satirische wijze geportretteerd. De film werd geregisseerd door Jerome Tanner en in de film speelden onder meer Lisa Ann, Nina Hartley en Jada Fire. De film parodieerde naast Sarah Palin ook politici als Hillary Clinton, Condoleezza Rice en Todd Palin. De film werd geproduceerd door Hustler Video, in twee dagen opgenomen, met vijf hardcore scènes, waarin onder meer het leven van Palin tijdens haar studietijd, haar tehuis in landelijk Alaska en tijdens de presidentsverkiezingen. Op 31 oktober 2008 schreef Hustler dat Lisa Ann de hoofdrol zou gaan spelen in Obama is Nailin' Palin?, een scène die de verdere avonturen van Lisa in de rol van Sarah Palin zou laten zien maar deze keer ook met Barack Obama. Deze scène was echter alleen te zien op de website van Hustler en slechts voor leden; er werden geen plannen gemaakt om de scène ook op dvd te zetten. De zogenaamde "bonusscène" werd online gezet op de verkiezingsavond van de derde november 2008.

## Inhoud
Russische soldaten komen de slaapkamer van Palin binnen en vervolgens gebeurt er van alles in Washington. Palin versiert hierna nog een collega in een sneeuwmobiel en droomt over haar jeugd. Daarna heeft ze nog een afspraak met de pers en dan is de film, na nog wat additionele scènes, afgelopen.  